# Kormoran (HSK 8)
El Kormoran fue un carguero alemán armado y reformado para hacer guerra al tráfico marino aliado durante la Segunda Guerra Mundial. La Kriegsmarine lo requisó como Schiff 41 (Barco), lo alistó bajo la denominación de Crucero de Interferencia Comercial (Handelsstörkreuzer 8, HSK 8) como crucero auxiliar. La Armada británica denominó Raider G al Kormoran. Fue el mayor de los cruceros auxiliares alemanes en la Segunda Guerra Mundial.

## Historia
Fue construido entre los años 1938 y 1939 con el número 578 en el astillero Germaniawerft de Kiel. Desplazaba 8.736 TRB con propulsión diésel-eléctrica bajo la bandera de la Línea de Hamburg-Amerika HAPAG bajo el nombre de Steiermark y en las rutas de Asia oriental. A principios de 1940 en el astillero Deutsche Werft AG de Hamburg-Finkenwerder lo transformaron en crucero auxiliar y el 9 de octubre de 1940 fue alistado como Crucero de interferencia comercial, al mando del capitán de corbeta (más tarde de fragata) Theodor Detmers, oriundo de Witten, a bordo también Johannes Diebitsch, él que fue más tarde el último capitán del velero Pamir .

### Misión

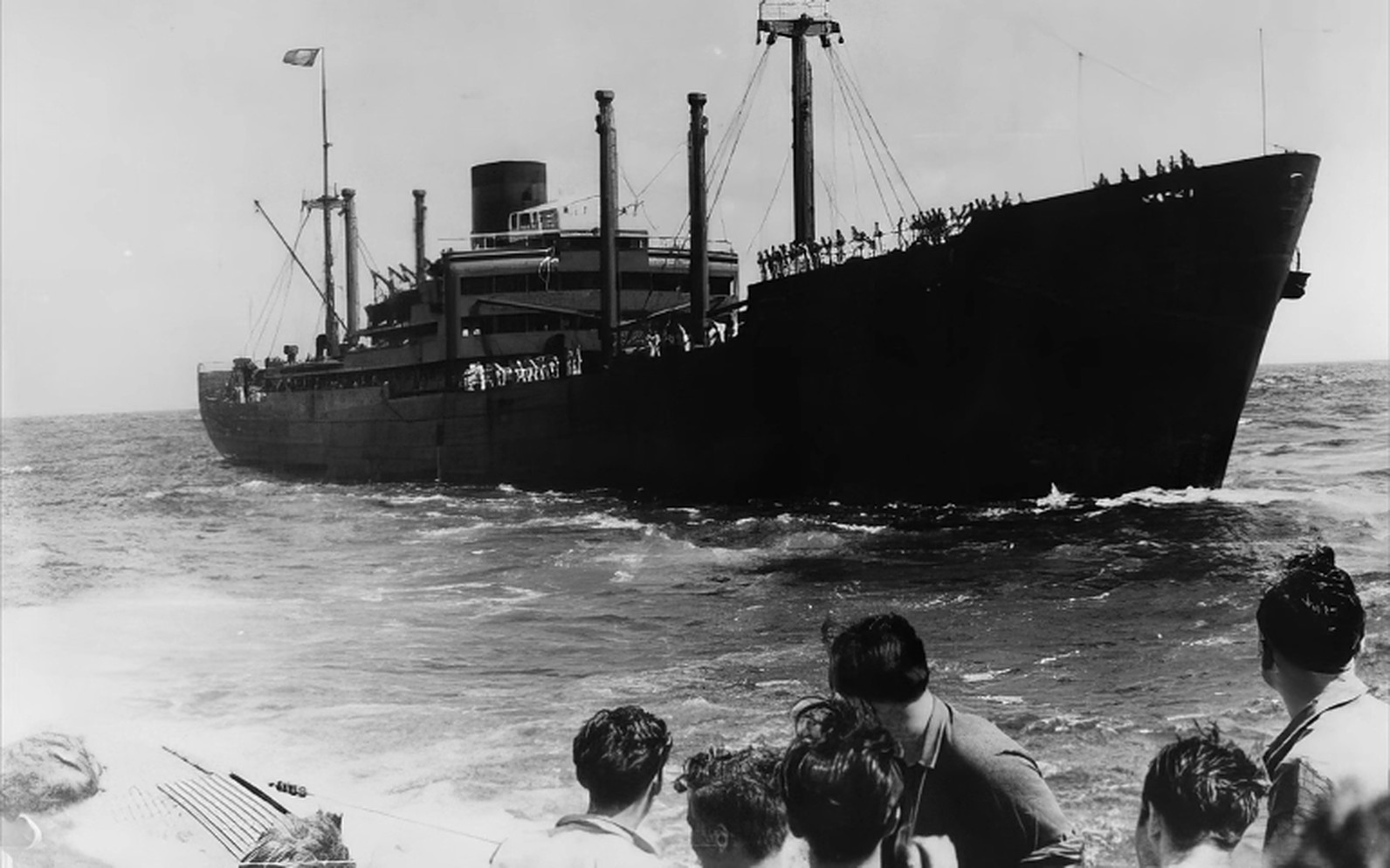
El Kormoran en alta mar, en una foto tomada desde un submarino alemán

El Kormoran zarpó el 3 de diciembre de 1940 de Gotenhafen camuflado como dragaminas Schiff 41 para su salida. Cruzó el Estrecho de Dinamarca el 12 de diciembre con mal tiempo, pasando al Atlántico sin ser advertido por el enemigo.
Tras hundir al mercante griego Antonis el 6 de enero de 1941, capturó otros 10 barcos, sumando 68.274 TRB, incluido el buque cisterna de gas Agnita, hundido el 22 de marzo de 1941. Algunos barcos fueron cogidos como presa y otros hundidos. Del 7 al 9 de febrero, el crucero auxiliar se encontró con el buque de abastecimiento Nordmark, del que tomó 1338 t de combustible y otros abastos, pasando 170 prisioneros del Kormoran al buque de suministros. Por su parte, el Kormoran abasteció a varios submarinos alemanes.
Del 16 al 24 de octubre, el Kormoran se encontró en el Océano Índico con el buque de abastos procedente de Japón Kulmerland en el punto de suministro llamado "Marius", para recibir combustible, lubricantes, alimentos para seis meses y cojinetes metálicos, que eran de urgente necesidad para el funcionamiento de los motores del crucero auxiliar.

### Combate y hundimiento
El 19 de noviembre de 1941, el Kormoran sostuvo frente a la costa occidental australiana un combate contra el crucero ligero HMAS Sydney.

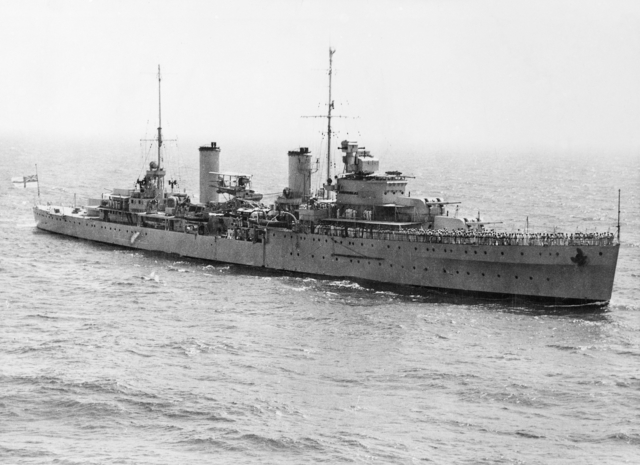
HMAS Sydney

El Kormoran trató de escapar del mucho mejor armado Sydney dando su máxima velocidad, pero fue alcanzado por el más rápido crucero. Preguntados por su identidad, destino y carga, los alemanes contestaron despacio y confusamente, para reducir todo lo posible la distancia entre ellos y el crucero que se acercaba, en caso de que su camuflaje resultara ineficaz y se vieran obligados a combatir. Como nombre dieron el del carguero holandés Straat Malakka y como destino Yakarta. Cuando le pidieron el código secreto de identificación, no pudo el comandante Detmers responder y a eso de las 17.30 Uhr ordenó abrir fuego. El Sydney se había acercado en ese momento a menos de mil metros.
En cinco minutos, el Sydney encajó unos 50 impactos de los cañones de 150 mm y muchos más de los antiaéreos de 20 mm y 37 mm. El puente y la estación de dirección de tiro del crucero quedaron destruidos ya con los primeros impactos, y las granadas de los cañones principales atravesaron la coraza, explotando en el interior del buque. El hidroavión fue alcanzado y el combustible derramado provocó un gran incendio en mitad del barco. Tras las primeras salvas de respuesta del crucero, quedaron inutilizadas las dos torretas de 6 pulgadas del Sydney y, tras tres salvas fallidas, también la torre Y, la última de popa. Además, al menos uno de los dos torpedos lanzados por el Kormoran impactó en la proa del crucero.

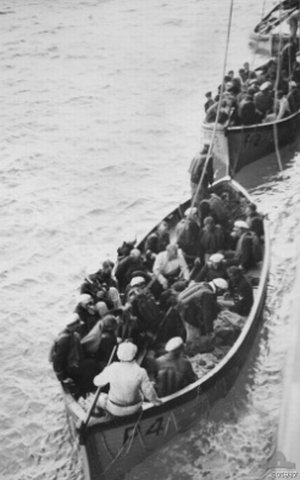
Marineros del Kormoran rescatados por el carguero británico Centaur

La torre X del Sydney, última en actividad, alcanzó entre otros blancos a la chimenea y la sala de máquinas del Kormoran, provocando incendios devastadores. Después el crucero australiano viró para disparar contra el Kormoran sus torpedos de estribor, pero los cuatro pasaron a corta distancia de la popa del crucero auxiliar. Al mismo tiempo, las máquinas del Kormoran se pararon y el barco dejó de maniobrar. Los cañones de popa siguieron disparando hasta las 18.30 contra el Sydney, que se retiraba hacia el sur, logrando varios impactos, y por fin el comandante del Kormoran ordenó el alto el fuego.
Este es el único éxito conocido de un crucero auxiliar contra un buque de guerra regular. Dado que el incendio a bordo del Kormoran había dañado de forma irreparable la maquinaria de propulsión y los extintores, y que el fuego amenazaba con alcanzar los depósitos de municiones y de minas, Detmers ordenó abandonar el barco. Dos de los botes salvavidas del Kormoran, con 57 y 46 hombres, alcanzaron de forma independiente y sin ayuda la costa australiana al norte de Carnarvon. El resto de marineros alemanes supervivientes fueron rescatados por cinco barcos (RMS Aquitania, Centaur, Koolinda, Trocas y Yandra) y detenidos como prisioneros de guerra, casi todos hasta 1947. Sobrevivieron 316 de los 397 tripulantes, así como tres chinos que trabajaban como ayudantes de lavandería.
Los supervivientes del Kormoran pudieron ver cómo ardía el Sydney al sur hasta las 22 horas y aún durante dos horas más vieron reflejos de luz en el horizonte. Después no vieron nada más. Ninguno de los 645 marineros australianos del crucero sobrevivió al hundimiento que quedó sin testigos.

### Barcos capturados y hundidos
Los datos sobre prisioneros y muertos difieren ligeramente según las fuentes.
|    | Nombre                 | Tipo           | País        | Fecha                    | Arqueo en TRB | Destino | Posición                                            |
| 1  | Antonis                | carguero       | Grecia      | 6 de enero de 1941       | 3.729         | hundido, ningún muerto, 29 prisioneros                                                                                   | 18° 17′ N, 28° 32′ W18.283333333333-28.533333333333 |
| 2  | British Union          | petrolero      | Reino Unido | 18 de enero de 1941      | 6.987         | hundido, 11 muertos, 28 prisioneros, 6 hombres escaparon en un bote                                                      | 26° 29′ N, 31° 7′ W26.483333333333-31.116666666667  |
| 3  | Afric Star             | carguero       | Reino Unido | 29 de enero de 1941      | 11.900        | hundido, sin muertos, 76 prisioneros                                                                                     | 8° 44′ N, 24° 38′ W8.7333333333333-24.633333333333  |
| 4  | Eurylochus             | carguero       | Reino Unido | 29 de enero de 1941      | 5.723         | hundido, 2 muertos, 43 prisioneros, 28 hombres escaparon en botes                                                        | 8° 15′ N, 24° 4′ W8.25-24.066666666667              |
| 5  | Agnita                 | petrolero      | Holanda     | 22 de marzo de 1941      | 3.552         | hundido, sin muertos, 38 prisioneros                                                                                     | 3° 20′ S, 23° 40′ W-3.3333333333333-23.666666666667 |
| 6  | Canadolite             | petrolero      | Reino Unido | 25 de marzo de 1941      | 11.309        | enviado como presa (más tarde alistado como Sudetenland), ningún muerto, 48 prisioneros                                  | 2° 30′ N, 23° 48′ W2.5-23.8                         |
| 7  | Craftsman              | carguero       | Reino Unido | 9 de abril de 1941       | 8.022         | hundido, 5 muertos, 46 prisioneros                                                                                       | 0° 32′ N, 23° 37′ W0.53333333333333-23.616666666667 |
| 8  | Nicolaos D.L.          | carguero       | Grecia      | 12 de abril de 1941      | 5.486         | hundido, sin muertos, 38 prisioneros                                                                                     | 1° 54′ S, 22° 12′ W-1.9-22.2                        |
| 9  | Velebit                | carguero       | Yugoslavia  | 26 de junio de 1941      | 4.153         | incendiado, 16 (?) muertos, 9 prisioneros, 9 (?) hombres llegaron a tierra con los restos del barco en las islas Andamán | 8° 22′ N, 87° 52′ O8.362111111111187.874222222222   |
| 10 | Mareeba                | carguero       | Australia   | 26 de junio de 1941      | 3.472         | hundido, sin muertos, 48 prisioneros                                                                                     | 8° 15′ N, 88° 6′ O8.2588.1                          |
| 11 | Stamatios G. Embiricos | carguero       | Grecia      | 26 de septiembre de 1941 | 3.941         | hundido, sin muertos, 30 prisioneros                                                                                     | 0° 1′ S, 64° 30′ O-0.01666666666666764.5            |
| 12 | HMAS Sydney            | crucero ligero | Australia   | 19 de noviembre de 1941  | 6.830         | hundido, 645 muertos, no hubo supervivientes                                                                             | 26° 0′ S, 111° 0′ O-26111                           |

## Descubrimiento de los pecios
El pecio del Kormoran fue descubierto el 12 de marzo de 2008 por un equipo de búsqueda de The Finding Sydney Foundation a una profundidad de 2.560 metros (26° 5′ 49″ S, 111° 4′ 28″ O-26.097055555556111.07430555556). También se identificó el lugar del combate entre el Kormoran y el Sydney, unas cuatro millas náuticas al sur del pecio del Komoran y a 241 kilómetros de Shark Bay frente a la costa occidental de Australia, en el Océano Índico.
El 16 de marzo de 2008, el primer ministro australiano Kevin Rudd dio cuenta formalmente del hallazgo. Al día siguiente, Rudd anunció que también el pecio del Sydney fue hallado el 16 de marzo de 2008 a una profundidad de 2.470 metros y a 22 kilómetros de distancia del del Kormoran (26° 14′ 37″ S, 111° 13′ 3″ O-26.243611111111111.2175). La distancia al lugar del combate es de unas ocho millas náuticas (unos 15 kilómetros).
Ambos pecios fueron incluidos como monumentos nacionales el 14 de marzo de 2011 en la Australian National Heritage List.